# Saison 16 de La France a un incroyable talent
 (janvier 2022).
Si vous disposez d'ouvrages ou d'articles de référence ou si vous connaissez des sites web de qualité traitant du thème abordé ici, merci de compléter l'article en donnant les références utiles à sa vérifiabilité et en les liant à la section « Notes et références ».
 (janvier 2022).
- Si vous ne connaissez pas le sujet, laissez ce bandeau (vous pouvez alors contacter les auteurs).
- Si vous supprimez le contenu mis en cause (vous pouvez préalablement contacter les auteurs),

argumentez précisément cette suppression dans la page de discussion
(un manque de référence n'est pas un argument ; une recherche réelle de référence doit avoir été effectuée, être formellement documentée).
La seizième saison de La France a un incroyable talent, émission française de divertissement, est diffusée tous les mercredis du 20 octobre 2021 au 22 décembre 2021, à l'exception du 1er décembre 2021, sur M6 de 21 h 5 à 23 h 10. Les vainqueurs sont le Chœur de Saint-Cyr de l’Académie militaire de Saint-Cyr Coëtquidan.

## Présentatrice et jury
Le jury reste inchangé par rapport à la saison 15, et se compose de :
- Éric Antoine, magicien-humoriste ;
- Hélène Ségara, chanteuse ;
- Marianne James, chanteuse et comédienne ;
- Sugar Sammy, humoriste.

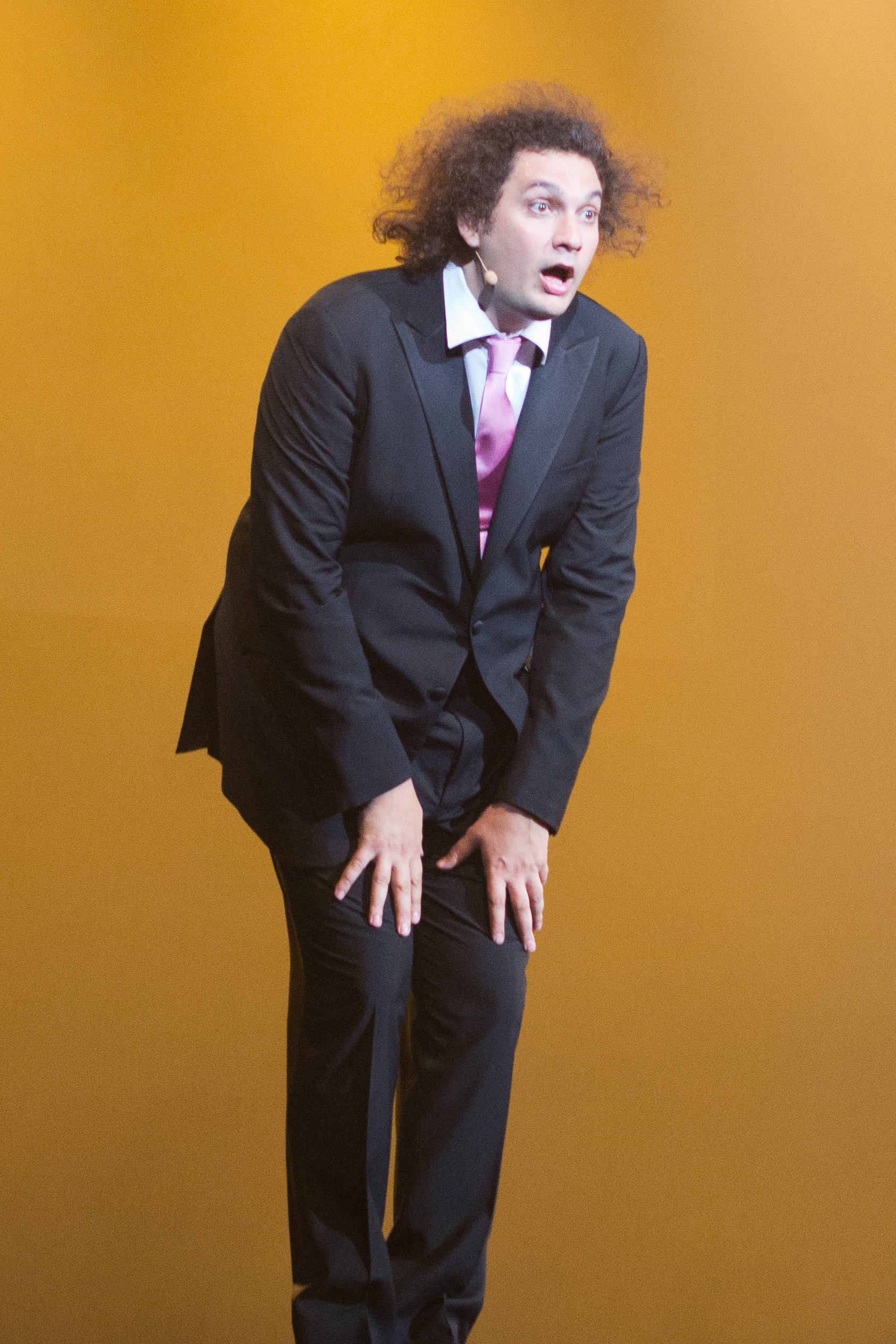
Éric Antoine
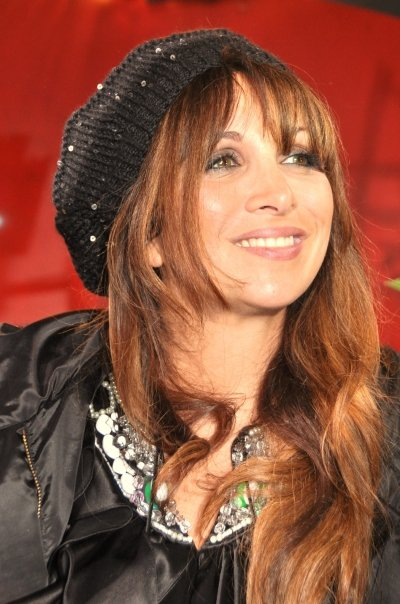
Hélène Ségara
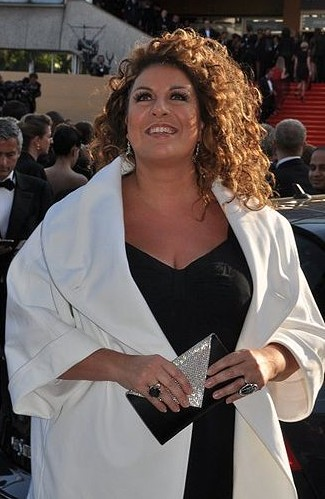
Marianne James
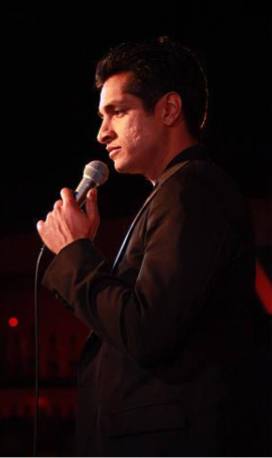
Sugar Sammy

L'émission est présentée par Karine Le Marchand.

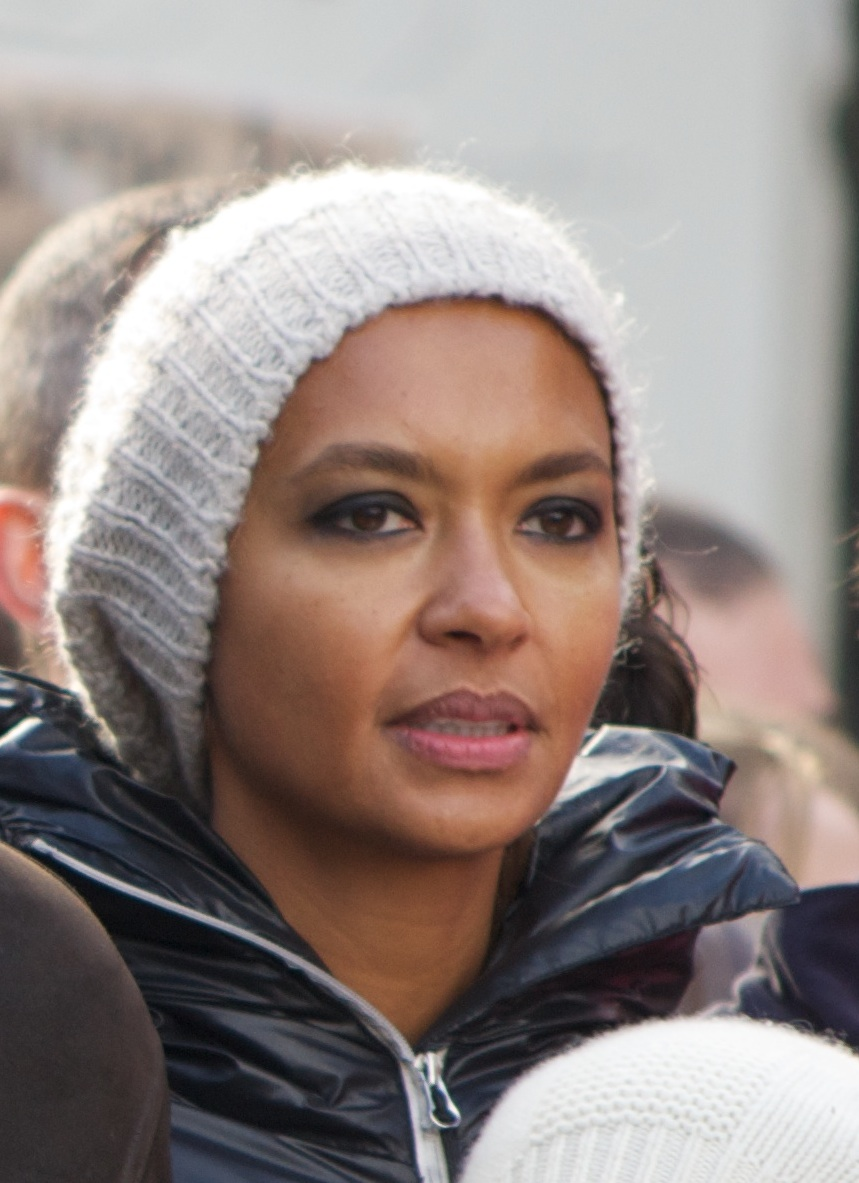
Karine Le Marchand

Lors des demi-finales, un cinquième juge rejoint le jury initial :
- Jeff Panacloc (ventriloque) pour la 1re demi-finale ;
- Inès Reg (humoriste) pour la 2e demi-finale

.

## Émissions

### Auditions et Qualifications
Le "golden buzzer" mis en place depuis la saison 9, est toujours présent pour cette seizième saison. Si l'un des jurés ou l'animatrice l'active, il envoie le (ou les) candidat(e) s directement en finale.
| Légende | Golden buzzer (finale) | Buzzer actionné |

#### Émission 1: 20 octobre 2021
| Ordre                             | Nom (âge)                                          | Numéro                            | Buzz et choix du jury | Buzz et choix du jury | Buzz et choix du jury | Buzz et choix du jury | Résultat                                            |
| Ordre                             | Nom (âge)                                          | Numéro                            | Sammy                 | Marianne              | Hélène                | Éric                  | Résultat                                            |
| --------------------------------- | -------------------------------------------------- | --------------------------------- | --------------------- | --------------------- | --------------------- | --------------------- | --------------------------------------------------- |
| 1                                 | Les Freaks (9-36 ans)                              | danse                             |                       |                       |                       |                       | Qualifiés                                           |
| 2                                 | Matéo Turbelin (19 ans)                            | diabolo                           |                       |                       |                       |                       | Qualifié                                            |
| 3                                 | Graines de Joie                                    |                                   | refusé                | refusé                |                       | refusé                | Éliminés                                            |
| 4                                 | Vera pied (35 ans)                                 |                                   | refusé                | refusé                | refusé                | refusé                | Éliminée                                            |
| 5                                 | Sauvane (31 ans)                                   |                                   | refusé                | refusé                | refusé                | refusé                | Éliminée                                            |
| 6                                 | Kevin Micoud (32 ans)                              |                                   |                       |                       |                       |                       | Qualifié                                            |
| 7                                 | Da Squad                                           | danse                             |                       |                       |                       |                       | Qualifiés                                           |
| 8                                 | Ramon (38 ans)                                     | roue de la mort                   |                       |                       |                       |                       | Qualifié                                            |
| 9                                 | Bridget (49 ans)                                   | chant                             | refusé                |                       | refusé                |                       | Éliminée                                            |
| 10                                | Jobsti Marlene Buto (46 ans)                       |                                   | refusé                |                       | refusé                | refusé                | Éliminée                                            |
| 11                                | Suren & Karyna (40 et 33 ans)                      |                                   |                       |                       |                       |                       | Qualifiés                                           |
| 12                                | Megabozeur (20 ans)                                | chant                             |                       |                       |                       |                       | Qualifié                                            |
| 13                                | Alexandre Vuillemin (23 ans)                       | équilibre                         |                       |                       |                       |                       | Qualifié                                            |
| 14                                | / World Taekwondo Demonstration Team (19 à 51 ans) | taekwondo                         |                       |                       | accepté               |                       | Qualifiés (Finale) (Golden buzzer de Hélène Ségara) |
| Nombre de buzz par membre du jury | Nombre de buzz par membre du jury                  | Nombre de buzz par membre du jury | 5 buzz                | 3 buzz                | 4 buzz                | 4 buzz                | 16 buzz / 56                                        |

#### Émission 2: 27 octobre 2021
| Ordre                             | Nom (âge)                            | Numéro                            | Buzz et choix du jury | Buzz et choix du jury | Buzz et choix du jury | Buzz et choix du jury | Résultat                                           |
| Ordre                             | Nom (âge)                            | Numéro                            | Sammy                 | Marianne              | Hélène                | Éric                  | Résultat                                           |
| --------------------------------- | ------------------------------------ | --------------------------------- | --------------------- | --------------------- | --------------------- | --------------------- | -------------------------------------------------- |
| 1                                 | Christian & Percy (29 ans)           | équilibriste                      |                       |                       |                       |                       | Qualifiés                                          |
| 2                                 | Axelle Rodzynek (11 ans)             | chant                             |                       |                       |                       |                       | Qualifiée                                          |
| 3                                 | Martina Storti (16 ans)              | pole dance                        |                       |                       |                       |                       | Qualifiée                                          |
| 4                                 | Riderman (54 ans)                    |                                   | Refusé                | Refusé                | Refusé                | Refusé                | Éliminé                                            |
| 5                                 | Black Widow (14-26 ans)              | danse                             |                       |                       |                       |                       | Qualifiées                                         |
| 6                                 | Regis Bobo (39 ans)                  | chant                             | Refusé                |                       | Refusé                |                       | Éliminé                                            |
| 7                                 | Positive Impact Movement (26-39 ans) | acrobatie                         |                       |                       |                       |                       | Qualifiés                                          |
| 8                                 | Jaana Felicitas                      | danse et magie                    |                       |                       |                       |                       | Qualifiée                                          |
| 9                                 | RheAxion (24-39 ans)                 | danse                             | Refusé                | Refusé                |                       |                       | Éliminés                                           |
| 10                                | BeCircle                             |                                   |                       |                       |                       |                       | Éliminé                                            |
| 11                                | Randjess et Brichapik (20-21 ans),   | chant                             |                       |                       |                       | accepté               | Qualifiés (Finale) (Golden buzzer de Éric Antoine) |
| 12                                | Bertini & Me                         | humour                            | Refusé                | Refusé                | Refusé                |                       | Éliminés                                           |
| 13                                | Chicken Strip (27-39 ans)            | humour                            | Refusé                |                       |                       | Refusé                | Éliminés                                           |
| 14                                | Tony Alexander (42 ans)              | lasso artistique                  | Refusé                |                       |                       |                       | Qualifié                                           |
| 15                                | Sweet darkness duo (35 ans)          | cerceau                           |                       |                       |                       |                       | Qualifiées                                         |
| 16                                | Little school army (11-30 ans)       | danse                             | Refusé                |                       |                       |                       | Qualifiés                                          |
| Nombre de buzz par membre du jury | Nombre de buzz par membre du jury    | Nombre de buzz par membre du jury | 7 buzz                | 3 buzz                | 3 buzz                | 2 buzz                | 15 buzz / 64                                       |

#### Émission 3: 3 novembre 2021
| Ordre                             | Nom (âge)                           | Numéro                            | Buzz et choix du jury | Buzz et choix du jury | Buzz et choix du jury | Buzz et choix du jury | Résultat                                          |
| Ordre                             | Nom (âge)                           | Numéro                            | Sammy                 | Marianne              | Hélène                | Éric                  | Résultat                                          |
| --------------------------------- | ----------------------------------- | --------------------------------- | --------------------- | --------------------- | --------------------- | --------------------- | ------------------------------------------------- |
| 1                                 | JD Iceman (27 ans)                  | force                             | Refusé                |                       |                       |                       | Qualifié                                          |
| 2                                 | Matthéo Soto (16 ans)               | twirling bâton                    |                       |                       |                       |                       | Qualifié                                          |
| 3                                 | Fedor et Svetlana Grosu             | équilibre                         |                       |                       |                       |                       | Qualifiés                                         |
| 4                                 | Les serpents bleus (71-62 ans)      | chant                             | Refusé                | Refusé                | Refusé                | Refusé                | Éliminés                                          |
| 5                                 | Topas (49 ans)                      | magie                             |                       |                       |                       |                       | Qualifié                                          |
| 6                                 | Alessandro Valderrama (20 ans)      | chant                             |                       |                       |                       |                       | Qualifié                                          |
| 7                                 | The masked sisters                  | humour                            |                       |                       |                       |                       | Éliminé                                           |
| 8                                 | Compagnie Noroc (10-33 ans)         | acrobatie                         |                       |                       |                       |                       | Qualifiés                                         |
| 9                                 | Fanfan et Marco (42-65 ans)         | chant                             | Refusé                | Refusé                |                       |                       | Qualifiés                                         |
| 10                                | Sadek et Mega Unity                 | danse                             | accepté               |                       |                       |                       | Qualifiés (Finale) (Golden buzzer de Sugar Sammy) |
| 11                                | Robert Mascarell (79 ans)           | danse                             | Refusé                | Refusé                | Refusé                | Refusé                | Éliminé                                           |
| 12                                | Wesley Williams (23 ans)            | monocycle                         |                       |                       |                       |                       | Qualifié                                          |
| 13                                | Monsieur G1 et Monsieur G2 (55 ans) | humour                            | Refusé                |                       |                       |                       | Éliminés                                          |
| 14                                | Roman Kricheli (60 ans)             | contorsionniste                   | (puis retiré)         |                       | (puis retiré)         |                       | Qualifié                                          |
| Nombre de buzz par membre du jury | Nombre de buzz par membre du jury   | Nombre de buzz par membre du jury | 6 buzz                | 3 buzz                | 3 buzz                | 2 buzz                | 14 buzz / 56                                      |

#### Émission 4: 10 novembre 2021
| Ordre                             | Nom (âge)                         | Numéro                            | Buzz et choix du jury | Buzz et choix du jury | Buzz et choix du jury | Buzz et choix du jury | Résultat                                             |
| Ordre                             | Nom (âge)                         | Numéro                            | Sammy                 | Marianne              | Hélène                | Éric                  | Résultat                                             |
| --------------------------------- | --------------------------------- | --------------------------------- | --------------------- | --------------------- | --------------------- | --------------------- | ---------------------------------------------------- |
| 1                                 | Solasta (25-33 ans)               | acrobatie                         |                       |                       |                       |                       | Qualifiés                                            |
| 2                                 | Les Boomers (20-21 ans)           | chant                             |                       |                       |                       |                       | Qualifiés                                            |
| 3                                 | Pasha & Aliona                    | danse/humour                      |                       |                       |                       |                       | Qualifiés                                            |
| 4                                 | Veena (34 ans)                    | musique                           | Refusé                | Refusé                | Refusé                | Refusé                | Éliminée                                             |
| 5                                 | Bello Sisters (15-23 ans)         | acrobatie                         |                       |                       |                       |                       | Qualifiées                                           |
| 6                                 | NSJ crew (11-17 ans)              | danse                             |                       |                       |                       |                       | Qualifiés                                            |
| 7                                 | Kai Hou (28 ans)                  | acrobatie                         |                       |                       |                       |                       | Qualifié                                             |
| 8                                 | Michel Cassandre & Rudy (66 ans)  | dressage                          | Refusé                | Refusé                |                       | Refusé                | Éliminé                                              |
| 9                                 | Judy, Léa et Roméo                | musique                           | Refusé                |                       |                       | Refusé                | Éliminés                                             |
| 10                                | Xavier Constantine (31 ans),      | magie                             |                       |                       |                       |                       | Qualifié                                             |
| 11                                | Rutt Mysterio (37 ans)            | piano / chant                     | Refusé                | Refusé                | Refusé                | Refusé                | Éliminé                                              |
| 12                                | Icee Drag On (34 ans),            | chant                             |                       | accepté               |                       |                       | Qualifiée (Finale) (Golden buzzer de Marianne James) |
| 13                                | Blade 2 Blade (30-39 ans)         | lancer de couteaux                |                       | Refusé                |                       |                       | Éliminés                                             |
| 14                                | Saru 2S (19 ans),                 | rap rapide                        |                       |                       |                       |                       | Qualifié                                             |
| 15                                | Quentin Ratieuville (18 ans),     | humoriste                         |                       |                       |                       |                       | Qualifié                                             |
| 16                                | Andrew S. (41 ans)                | avaleur de sabres                 |                       |                       |                       |                       | Qualifié                                             |
| Nombre de buzz par membre du jury | Nombre de buzz par membre du jury | Nombre de buzz par membre du jury | 4 buzz                | 4 buzz                | 2 buzz                | 4 buzz                | 14 buzz / 64                                         |

#### Émission 5: 17 novembre 2021
| Ordre                             | Nom (âge)                         | Numéro                            | Buzz et choix du jury | Buzz et choix du jury | Buzz et choix du jury | Buzz et choix du jury | Buzz et choix du jury | Résultat                                                 |
| Ordre                             | Nom (âge)                         | Numéro                            | Sammy                 | Marianne              | Hélène                | Éric                  | Karine                | Résultat                                                 |
| --------------------------------- | --------------------------------- | --------------------------------- | --------------------- | --------------------- | --------------------- | --------------------- | --------------------- | -------------------------------------------------------- |
| 1                                 | Thomas Staat (28 ans)             | jonglage / force                  | Refusé                |                       |                       |                       |                       | Qualifié                                                 |
| 2                                 | Duo Turkeev & kids (34-39 ans)    | acrobatie                         |                       |                       |                       |                       |                       | Qualifiés                                                |
| 3                                 | Les frères Colle (25-36 ans)      | musique                           |                       |                       |                       |                       |                       | Qualifiés                                                |
| 4                                 | François Ortiz (82 ans)           | haltérophilie                     | Refusé                |                       |                       |                       |                       | Éliminé                                                  |
| 5                                 | Krom (60 ans)                     |                                   |                       |                       |                       |                       |                       | Éliminé                                                  |
| 6                                 | Jean-Claude Jalloux (69 ans)      | sabrage du champagne              | Refusé                |                       | Refusé                | Refusé                |                       | Éliminé                                                  |
| 7                                 | La Norale                         | chant / danse                     | Refusé                |                       |                       | Refusé                |                       | Éliminés                                                 |
| 8                                 | Oleg Tatarynov (31 ans),          | mat volant                        |                       |                       |                       |                       |                       | Qualifié                                                 |
| 9                                 | Ben Buffalo (36 ans)              | humoriste                         |                       |                       |                       |                       |                       | Qualifié                                                 |
| 10                                | Les NRV (15-20 ans)               | magie                             |                       |                       |                       |                       |                       | Qualifiés                                                |
| 11                                | Fratelli Rossi (29-35 ans)        | acrobatie                         |                       | Refusé                |                       |                       |                       | Qualifié                                                 |
| 12                                | Toxic Girls (22-44 ans),          | kangoo jumps                      | Refusé                |                       | Refusé                | Refusé                |                       | Éliminées                                                |
| 13                                | Angeline (49 ans)                 | chant / danse                     | Refusé                | Refusé                | Refusé                | Refusé                |                       | Éliminée                                                 |
| 14                                | Khaled Miloudi (61 ans),          | poète                             |                       |                       |                       |                       |                       | Qualifié                                                 |
| 15                                | Kai Iden (27 ans)                 | chant /danse                      |                       |                       |                       |                       |                       | Éliminé                                                  |
| 16                                | Le Chœur de Saint-Cyr (20-24 ans) | chorale                           |                       |                       |                       |                       | accepté               | Qualifiés (Finale) (Golden buzzer de Karine Le Marchand) |
| 17                                | Mister Poo (47 ans)               | humour                            | Refusé                | Refusé                | Refusé                | Refusé                |                       | Éliminé                                                  |
| Nombre de buzz par membre du jury | Nombre de buzz par membre du jury | Nombre de buzz par membre du jury | 7 buzz                | 3 buzz                | 4 buzz                | 5 buzz                |                       | 19 buzz / 68                                             |

#### Émission 6: 24 novembre 2021
| Ordre                             | Nom (âge)                         | Numéro                            | Buzz et choix du jury | Buzz et choix du jury | Buzz et choix du jury | Buzz et choix du jury | Résultat     |
| Ordre                             | Nom (âge)                         | Numéro                            | Sammy                 | Marianne              | Hélène                | Éric                  | Résultat     |
| --------------------------------- | --------------------------------- | --------------------------------- | --------------------- | --------------------- | --------------------- | --------------------- | ------------ |
| 1                                 | Alexandre W (17 ans)              | piano/beatbox                     |                       |                       |                       |                       | Qualifié     |
| 2                                 | Aryn & Andy (31-28 ans)           | acrobatie / archerie              | Refusé                |                       |                       |                       | Qualifiés    |
| 3                                 | Mister Cherry (40 ans)            | humour                            | Refusé                |                       |                       |                       | Éliminé      |
| 4                                 | Jordan Boury (21 ans)             | danse                             |                       |                       |                       |                       | Qualifié     |
| 5                                 | Team Schmitz (15-38 ans)          | art martiaux                      | Refusé                | Refusé                | Refusé                |                       | Éliminés     |
| 6                                 | Håkan Berg (45 ans)               | magie                             |                       |                       |                       |                       | Qualifié     |
| 7                                 | Team Quattrobar (19-27 ans)       | acrobatie                         |                       |                       |                       |                       | Éliminés     |
| 8                                 | DJ Michelle (9 ans)               | musique / scratch                 |                       |                       |                       |                       | Éliminée     |
| 9                                 | Mister Cherry (40 ans)            | humour                            | Refusé                |                       | Refusé                |                       | Éliminé      |
| 10                                | Laurence Tremblay-Vu (35 ans)     | funambule                         |                       |                       |                       |                       | Qualifié     |
| 11                                | Duo Malicanto (35-53 ans),        | chant lyrique                     |                       |                       |                       |                       | Qualifiés    |
| 12                                | David Alexandre (47 ans)          | imitation                         | Refusé                | Refusé                | Refusé                | Refusé                | Éliminé      |
| 13                                | Satanas & Mordicus                | expériences scientifiques         | Refusé                |                       | Refusé                | Refusé                | Éliminés     |
| 14                                | Bassant - les gitans du rajasthan | danse                             |                       |                       |                       |                       | Éliminés     |
| 15                                | Zeno (43 ans)                     | fakir                             |                       |                       | Refusé                |                       | Qualifié     |
| 16                                | Laura et Koda (21 ans),           | dressage                          |                       |                       |                       |                       | Éliminée     |
| 17                                | Miss Dominique (42 ans),          | chant                             |                       |                       |                       |                       | Qualifiée    |
| 18                                | Mister Cherry (40 ans)            | humour                            | Refusé                |                       |                       |                       | Éliminé      |
| Nombre de buzz par membre du jury | Nombre de buzz par membre du jury | Nombre de buzz par membre du jury | 7 buzz                | 3 buzz                | 5 buzz                | 2 buzz                | 17 buzz / 72 |

#### Candidats ayant déjà participé à une version étrangère
| Emission | Nom                                                                                   | Pays                                     | Résultat        |
| -------- | ------------------------------------------------------------------------------------- | ---------------------------------------- | --------------- |
| 1        | / World Taekwondo Demonstration Team (membres de la Fédération mondiale de taekwondo) | America's Got Talent (2021)              | Finale          |
| 2        | Black Widow                                                                           | Italia's Got Talent (2021)               | 3º              |
| 2        | Martina Storti                                                                        | Italia's Got Talent (2021)               | 5º              |
| 2        | Christian Stoinev                                                                     | Italia's Got Talent (2021)               | 8º              |
| 2        | Positive Impact Movement                                                              | America's Got Talent (2021)              | quart de finale |
| 3        | JD Iceman                                                                             | America's Got Talent (2014)              | quart de finale |
| 3        | Fedor et Svetlana Grosu                                                               | Românii au talent (2018)                 |                 |
| 3        | Wesley Williams                                                                       | Britain's Got Talent (2020)              | demi-finale     |
| 3        | Roman Kricheli                                                                        | America's Got Talent (2021)              | déliberation    |
| 4        | Pasha & Aliona                                                                        | America's Got Talent (2021)              | déliberation    |
| 4        | Bello Sisters                                                                         | America's Got Talent (2020)              | finalistes      |
| 4        | NSJ crew                                                                              | Belgium got talent (2018)                |                 |
| 4        | Kai Hou                                                                               | Tú Sí Que Vales (2019)                   |                 |
| 4        | Kai Hou                                                                               | Das Supertalen (2015)                    |                 |
| 4        | Kai Hou                                                                               | Das Supertalen (2017)                    |                 |
| 4        | Kai Hou                                                                               | Britain's Got Talent (2020)              |                 |
| 4        | Rutt Mysterio                                                                         | Italia’s Got Talent (2010)               |                 |
| 4        | Rutt Mysterio                                                                         | Italia’s Got Talent (2020)               |                 |
| 4        | Blade 2 Blade                                                                         | Got Talent España (2021)                 |                 |
| 4        | Blade 2 Blade                                                                         | Britain's Got Talent (2017)              | demi-finaliste  |
| 4        | Andrew S.                                                                             | America's Got Talent (2010)              | quart de finale |
| 5        | Duo Turkeev                                                                           | Românii au talent (2021)                 | finalistes      |
| 5        | Duo Turkeev                                                                           | Got Talent España (2021)                 | golden buzzer   |
| 5        | Oleg Tatarynov                                                                        | Got Talent España (2021)                 |                 |
| 5        | Fratelli Rossi                                                                        | America's Got Talent (2018)              | déliberations   |
| 5        | Mister Poo (sous le nom Ian Freaks)                                                   | La France a un incroyable talent (2008), | auditions       |
| 6        | Mister Cherry                                                                         | America's Got Talent (2021)              | auditions       |
| 6        | Håkan Berg                                                                            | Britain's Got Talent (2020)              | demi-finale     |
| 6        | Team Quattrobar                                                                       | Holland's Got Talent (2016)              | finaliste       |
| 6        | Zeno                                                                                  | Got Talent España (2021)                 | demi-finale     |
| 6        | Zeno                                                                                  | Italia’s Got Talent (2021),              |                 |

### Demi-finales et finale

#### Finalistes
| Légende | Vainqueur | Deuxième | Troisième | Top 5 | Finaliste | Golden buzzer (qualifications) | Golden buzzer (demi-finales) |

| Nom                                  | Âge         | Genre      | Numéro     | Demi-finale | Résultat                              |
| ------------------------------------ | ----------- | ---------- | ---------- | ----------- | ------------------------------------- |
| Le Chœur de Saint-Cyr                | 20-24 ans   | chorale    | chorale    |             | Vainqueurs (Golden buzzer de Karine)  |
| Sadek et Mega Unity                  |             | danse      | danse      |             | Deuxième (Golden buzzer de Sammy)     |
| Da Squad                             |             | danse      | danse      | 1           | Troisième                             |
| Matéo Turbelin                       | 19 ans      | diabolo    | diabolo    | 2           | Quatrième                             |
| Alessandro Valderrama                | 20 ans      | chant      | chant      | 1           | Cinquième (Golden buzzer de Jeff)     |
| / World Taekwondo Demonstration Team | 19 à 51 ans | taekwondo  | taekwondo  |             | Finalistes (Golden buzzer d'Hélène)   |
| Randjess et Brichapik                | 20-21 ans   | chant      | chant      |             | Finalistes (Golden buzzer d'Éric)     |
| Icee Drag On                         | 34 ans      | chant      | chant      |             | Finaliste (Golden buzzer de Marianne) |
| Les frères Colle                     | 25-36 ans   | musique    | musique    | 1           | Finalistes                            |
| Sweet darkness duo                   | 35 ans      | cerceau    | cerceau    | 1           | Finaliste                             |
| Duo Turkeev & kids                   | 34-39 ans   | acrobatie  | acrobatie  | 2           | Finalistes                            |
| NSJ crew                             | 11-17 ans   | danse      | danse      | 2           | Finalistes (Golden buzzer d'Inès)     |
| Oleg Tatarynov                       | 31 ans      | mat volant | mat volant | 2           | Finaliste                             |

#### 1redemi-finale: 8 décembre 2021
Jaana Felicitas a été sélectionnée par le jury mais n'a pas pu se présenter.
| Ordre                             | Nom (âge)                            | Numéro                            | Buzz et choix du jury | Buzz et choix du jury | Buzz et choix du jury | Buzz et choix du jury | Buzz et choix du jury | Résultat                                  |
| Ordre                             | Nom (âge)                            | Numéro                            | Sammy                 | Marianne              | Jeff                  | Hélène                | Éric                  | Résultat                                  |
| --------------------------------- | ------------------------------------ | --------------------------------- | --------------------- | --------------------- | --------------------- | --------------------- | --------------------- | ----------------------------------------- |
| 1                                 | Les frères Colle (25-36 ans)         | musique                           |                       |                       |                       |                       |                       | Qualifiés                                 |
| 2                                 | Black Widow (14-26 ans)              | danse                             |                       |                       |                       |                       |                       | Éliminées                                 |
| 3                                 | Matthéo Soto (16 ans)                | twirling bâton                    |                       |                       |                       |                       |                       | Éliminé                                   |
| 4                                 | Bello Sisters (15-23 ans)            | acrobatie                         |                       |                       |                       |                       |                       | Éliminées                                 |
| 5                                 | Compagnie Noroc (10-33 ans)          | acrobatie                         |                       |                       |                       |                       |                       | Éliminés                                  |
| 6                                 | Da Squad                             | danse                             |                       |                       |                       |                       |                       | Qualifiés                                 |
| 7                                 | Positive Impact Movement (26-39 ans) | acrobatie                         |                       |                       |                       |                       |                       | Éliminés                                  |
| 8                                 | Kevin Micoud (32 ans)                | magie                             |                       |                       |                       |                       |                       | Éliminés                                  |
| 9                                 | Alessandro Valderrama (20 ans)       | chant                             |                       |                       | accepté               |                       |                       | Qualifié (Golden buzzer de Jeff Panacloc) |
| 10                                | Alexandre Vuillemin (23 ans)         | équilibre                         |                       |                       |                       |                       |                       | Éliminé                                   |
| 11                                | Fedor et Svetlana Grosu              | équilibre                         |                       |                       |                       |                       |                       | Éliminés                                  |
| 12                                | Ben Buffalo (36 ans)                 | humoriste                         | Refusé                |                       |                       | Refusé                |                       | Éliminé                                   |
| 13                                | Sweet darkness duo (35 ans)          | cerceau                           |                       |                       |                       |                       |                       | Qualifiées                                |
| 14                                | Miss Dominique (42 ans)              | chant                             |                       |                       |                       |                       |                       | Éliminée                                  |
| Nombre de buzz par membre du jury | Nombre de buzz par membre du jury    | Nombre de buzz par membre du jury | 1 buzz                | 0 buzz                | 0 buzz                | 1 buzz                | 0 buzz                | 2 buzz / 56                               |

#### 2edemi-finale: 15 décembre 2021
Megabozeur a été sélectionné par le jury mais n'a pu être présent en raison d'une crise d'appendicite.
| Ordre                             | Nom (âge)                         | Numéro                            | Buzz et choix du jury | Buzz et choix du jury | Buzz et choix du jury | Buzz et choix du jury | Buzz et choix du jury | Résultat                             |
| Ordre                             | Nom (âge)                         | Numéro                            | Sammy                 | Marianne              | Inès                  | Hélène                | Éric                  | Résultat                             |
| --------------------------------- | --------------------------------- | --------------------------------- | --------------------- | --------------------- | --------------------- | --------------------- | --------------------- | ------------------------------------ |
| 1                                 | Les Freaks (9-36 ans)             | danse                             |                       |                       |                       |                       |                       | Éliminés                             |
| 2                                 | Matéo Turbelin (19 ans)           | diabolo                           |                       |                       |                       |                       |                       | Qualifié                             |
| 3                                 | Christian & Percy (29 ans)        | équilibriste / dressage           |                       |                       |                       |                       |                       | Éliminé                              |
| 4                                 | Les Boomers (20-21 ans)           | chant                             | Refusé                | Refusé                |                       |                       |                       | Éliminé                              |
| 5                                 | Duo Turkeev & kids (34-39 ans)    | acrobatie                         |                       |                       |                       |                       |                       | Qualifiés                            |
| 6                                 | Ramon (38 ans)                    | mat                               |                       |                       |                       |                       |                       | Éliminé                              |
| 7                                 | Tony Alexander (42 ans)           | lasso artistique                  |                       | Refusé                |                       |                       |                       | Éliminé                              |
| 8                                 | NSJ crew (11-17 ans)              | danse                             |                       |                       | accepté               |                       |                       | Qualifiés (Golden buzzer d'Inès Reg) |
| 9                                 | Håkan Berg (45 ans)               | magie                             | Refusé                |                       |                       |                       |                       | Éliminé                              |
| 10                                | Axelle Rodzynek (11 ans)          | chant                             |                       |                       |                       |                       |                       | Éliminés                             |
| 11                                | Jordan Boury (21 ans)             | danse                             |                       |                       |                       |                       |                       | Éliminé                              |
| 12                                | Oleg Tatarynov (31 ans)           | mat volant                        |                       |                       |                       |                       |                       | Qualifié                             |
| 13                                | Xavier Constantine (31 ans)       | magie                             |                       |                       |                       |                       |                       | Éliminé                              |
| 14                                | Quentin Ratieuville (18 ans)      | humoriste                         |                       |                       |                       |                       |                       | Éliminé                              |
| Nombre de buzz par membre du jury | Nombre de buzz par membre du jury | Nombre de buzz par membre du jury | 2 buzz                | 2 buzz                | 0 buzz                | 0 buzz                | 0 buzz                | 4 buzz / 56                          |

#### Finale: 22 décembre 2021
13 candidats se sont qualifiés au cours de cette saison pour cette finale :
7 Golden Buzzer : World Taekwondo (Hélène); Randjess et Brichapik (Éric); Sadek et Mega Unity (Sammy); Icee Drag On (Marianne); Le Choeur de Saint-Cyr (Karine), Alessandro Valderrama (Jeff); NSJ crew (Inès)
6 candidats : Les frères Colle; Da Squad; Sweet darkness duo; Matéo Turbelin; Duo Turkeev & kids; Oleg Tatarynov
| Classement | Ordre de passage | Nom (âge)                                          | Numéro     |
| ---------- | ---------------- | -------------------------------------------------- | ---------- |
| 2e         | 1                | Sadek et Mega Unity                                | danse      |
| NC         | 2                | Sweet darkness duo (35 ans)                        | cerceau    |
| 4e         | 3                | Matéo Turbelin (19 ans)                            | diabolo    |
| NC         | 4                | Icee Drag On (34 ans)                              | chant      |
| NC         | 5                | NSJ crew (11-17 ans)                               | danse      |
| 1er        | 6                | Le Chœur de Saint-Cyr (20-24 ans),                 | chorale    |
| NC         | 7                | / World Taekwondo Demonstration Team (19 à 51 ans) | taekwondo  |
| 3e         | 8                | Da Squad                                           | danse      |
| 5e         | 9                | Alessandro Valderrama (20 ans)                     | chant      |
| NC         | 10               | Duo Turkeev & kids (34-39 ans)                     | acrobatie  |
| NC         | 11               | Les frères Colle (25-36 ans)                       | musique    |
| NC         | 12               | Oleg Tatarynov (31 ans)                            | mat volant |
| NC         | 13               | Randjess et Brichapik (20-21 ans)                  | chant      |

## Audiences
| Épisode | Date de diffusion                           | Audience moyenne          | Audience moyenne | Audience moyenne | Classement des audiences de la soirée | Références |
| Épisode | Date de diffusion                           | Nombre de téléspectateurs | PDM              | FRDA-50          | Classement des audiences de la soirée | Références |
| ------- | ------------------------------------------- | ------------------------- | ---------------- | ---------------- | ------------------------------------- | ---------- |
| 1       | Mercredi 20 octobre 2021 (audition jour 1)  | 2 815 000                 | 14,4 %           | 25 %             | 3e                                    | [ 92 ]     |
| 2       | Mercredi 27 octobre 2021 (audition jour 2)  | 3 255 000                 | 16,1 %           | 25,8 %           | 2e                                    | [ 93 ]     |
| 3       | Mercredi 3 novembre 2021 (audition jour 3)  | 3 313 000                 | 15,8 %           | 27 %             | 1er                                   | [ 94 ]     |
| 4       | Mercredi 10 novembre 2021 (audition jour 4) | 3 478 000                 | 16,8 %           | 26,7 %           | 1er                                   | [ 95 ]     |
| 5       | Mercredi 17 novembre 2021 (audition jour 5) | 2 982 000                 | 15,1 %           | 24,6 %           | 2e                                    | [ 96 ]     |
| 6       | Mercredi 24 novembre 2021 (audition jour 6) | 2 797 000                 | 13,6 %           | 22,7 %           | 2e                                    | [ 97 ]     |
| 7       | Mercredi 8 décembre 2021 (1re demi-finale)  | 2 940 000                 | 15,4 %           | 24,9 %           | 1er                                   | [ 98 ]     |
| 8       | Mercredi 15 décembre 2021 (2e demi-finale)  | 2 859 000                 | 14,7 %           | 25,7 %           | 2e                                    | [ 99 ]     |
| 9       | Mercredi 22 décembre 2021 (finale)          | 3 559 000                 | 20,1 %           | 28,2 %           | 1er                                   | [ 100 ]    |

Légende :
- Plus hauts chiffres d'audience
- Plus bas chiffres d'audience